# Pledging My Time
Pledging My Time är en låt skriven och lanserad av Bob Dylan 1966 på albumet Blonde on Blonde. Låten spelades in i mars 1966 i Nashville och medverkande på inspelningen är bland andra Al Kooper (orgel), Robbie Robertson (gitarr), Charlie McCoy (gitarr), och Joe South (bas). Musikaliskt är låten tillsammans med "Leopard-Skin Pill-Box Hat" en av de mer renodlade blueslåtarna på skivan och innehåller mycket munspelande från Dylan. Den var b-sida till singeln "Rainy Day Women #12 & 35". Låten spelades 2001 in av Greg Brown till hyllningsalbumet Nod to Bob som släpptes i och med Dylans 60-årsdag.